# Google Fi Wireless
Google Fi Wireless는 2015년 4월부터 서비스된 구글의 MVNO 서비스이다.

## 역사
2015년 4월에 Project Fi라는 이름으로 런칭했고, 이 이름은 아직도 일부 서비스에서 ISP 이름으로 나타난다. 당시에는 초대를 통해야 가입할 수 있었고, 사용할 수 있는 기종도 구글 넥서스에 한정되어 있었다. 이후 2018년 10월에 이름을 Google Fi로 변경하며, 초대장 정책과 기종 제한을 폐지했다. 2020년 10월에 T-Mobile을 통해 5G를 제공하기 시작했다. 2023년에 Google Fi Wireless로 다시 개명하였다..

## 특징
세계 어디를 가도 데이터 요금이 동일하다. 다르게 말해서, 로밍이 없고 커버리지 내에 있는 200개국이라면 요금이 같다.
종량제인 Flexible에서는 6GB까지만 요금을 부과하고 그 이상의 사용은 무료로 제공된다. 만약 100MB를 사용하면 데이터 청구금은 1달러가 되어, 총 결제 금액은 기본금 20달러+데이터 요금 1달러로 21달러가 되는 식이다.

### eSIM
Google Pixel 시리즈에 한해서 eSIM을 제공하다가, iPhone에도 지원하기 시작했다. Google Pixel 사용자는 누구나 eSIM을 사용할 수 있지만, iPhone의 경우 신규 사용자만 eSIM을 사용할 수 있다.

## 기능

### 요금제(Plan)
기존에는 사용량만큼만 내는 Flexible Plan만 제공하고 있었으나, 2019년 9월에 Unlimited Plan이 추가되었다.
- Flexible Plan
  - 미국 내 통화, 200개국 이상 문자 무제한[5]
  - 기본금 20달러/월
  - 데이터 10달러/GB(또는 1달러/100MB) (1인 사용시 최대 60달러, 이후 무료)
  - 15GB 이상 사용시 이후 데이터 속도 제한(256Kbps)
- Unlimited Plan(무제한 요금제)
  - 미국 내 발신 50개국 대상 국제전화 무제한, 200개국 이상 문자 무제한[5]
  - 기본금 70달러/월
  - 추가 데이터 요금 없음
  - 22GB 이상 사용시 이후 데이터 속도 제한(256Kbps)
  - Google One 100GB 제공

데이터 속도 제한 이후에 속도 제한을 풀고 싶다면, 이후 데이터 이용에 1GB당 10달러를 지불하여 속도 제한을 해제하는 옵션을 선택할 수 있다.

### 그룹(Group)
여러명이 사용 할 경우 이를 묶어 할인받을 수 있는 기능이 "Group"이라는 이름으로 제공되고 있고, 그룹 소유자(Owner)를 포함하여 6명까지 그룹에 추가할 수 있다. 서비스 대금 등이 모두 그룹 소유자의 카드로 일괄 결제된다.
그룹 소유자는 관리자(Manager)를 지정할 수 있다. 관리자는 다음과 같은 권한을 가진다.
- 그룹에 사용자 추가 및 삭제
- 그룹 사용자의 국제전화 기록을 포함한 Cycle 정보 확인
- 그룹 사용자의 데이터 플랜과 국제 설정(미국 외 사용, 국제 전화) 변경
- 그룹 사용자의 Google Fi 서비스 일시 중지
- 그룹 사용자의 Google Fi 데이터 서비스 일시 중지

그룹 기능을 사용할 때, Flexible 요금제를 사용한다면 Bill Protection data level이 달라진다.

### 데이터 전용 심(Data-only SIM)
전화나 문자는 되지 않으나 데이터 통신이 가능한 전용 SIM을 계정당 4개까지 추가 가능하며, 테더링 등은 사용할 수 없고 요금은 주 회선을 따라간다.
SIM 카드를 수령하고, 뒤에 있는 코드를 입력하면 계정에 연결되며 활성화 되는 방식이다.

### 일시 정지(Pause)
1회 최대 3개월까지 일시 정지가 가능하다.

## 같이 보기
- 구글 파이버
- 구글 보이스